# Catholic Distance University
Die Catholic Distance University, kurz CDU, ist eine private Fernuniversität mit Sitz in Charles Town im US-Bundesstaat West Virginia. Die römisch-katholische Privatuniversität bietet ausschließlich Online-Studiengänge und -Zertifikate an.
Die CDU war die erste katholische Einrichtung, die einen Masterkurs in Theologie vollständig online angeboten hat. Sie bietet weiter einen Associate of Arts in Liberal Arts mit dem Schwerpunkt Katholische Studien, einen Bachelor of Arts in Theologie (BA-Abschluss), einen Master of Arts (Theologie), einen Master of Arts in Theologie und Erziehungswissenschaft, das Katechetik-Diplom, Weiterbildung, Graduierte, Undergraduierte und Non–Credit–Zertifikate an. Die CDU führt Theologiekurse und interaktive Online-Seminare in den Bereichen katholische Lehre, Moraltheologie, Sakramente, Heilige Schrift, Spiritualität, Bioethik, Mariologie, Liturgie, Katechetik, Laien und Katechismus der Katholischen Kirche durch. Darüber hinaus werden geisteswissenschaftliche Kurse in klassischen Sprachen (Lateinische Sprache, Griechische Sprache), Geschichte, Philosophie und englischer Grammatik und Komposition angeboten.
Die Studienprogramme der CDU zielen darauf ab, die in der von Papst Johannes Paul II. herausgegebenen Erklärung Ex Corde Ecclesiae festgelegten Ziele in Bezug auf katholische Hochschulen und Universitäten zu erfüllen. Unterstützt wird die Hochschule von der The Cardinal Newman Society. Mehrere katholische Diözesen arbeiten mit der CDU bei der Ausbildung ihrer Katecheten zusammen.
Die CDU ist von der Bischofskonferenz der Vereinigten Staaten (USCCB) als anerkannte Institution der katholischen Hochschulbildung in den Vereinigten Staaten gelistet, die Abschlüsse verleiht. Sie ist Mitglied der Association of Catholic Colleges and Universities (ACCU), einer Organisation, die sich dafür einsetzt, den katholischen Auftrag und die katholische Identität ihrer Mitgliedsuniversitäten zu stärken und die Zusammenarbeit zwischen katholischen Hochschulen und Universitäten zu fördern.